# Erzbistum Avignon
Das Erzbistum Avignon (-Apt, Cavaillon, Carpentras, Orange und Vaison) (lat.: Archidioecesis Avenionensis (-Aptensis, Cavallicensis, Carpentoractensis, Auraiacensis e Vasionensis)) ist ein Erzbistum der römisch-katholischen Kirche in Frankreich mit Sitz in Avignon. Sein Gebiet entspricht dem Département Vaucluse.

## Geschichte
Das Erzbistum wurde im 4. Jahrhundert als Bistum begründet und erhielt am 21. November 1475 Metropolitanstatus. Im Mittelalter zeitweise die Residenz des dortigen Papsttums und bis zur französischen Revolution dem Kirchenstaat zugehörig, wurde es nach seiner Aufhebung durch das Konkordat von 1801 und dem Sieg über Napoleon restituiert. Als Suffragandiözese dem Erzbistum Aix zunächst unterstehend, wurde es am 6. Oktober 1822 wiederum zum Metropolitanbistum erhoben. Am 6. August 1877 änderte es seinen Namen zur heutigen Bezeichnung ab, womit es die in seiner Diözese gelegenen säkularisierten und inkorporierten Bistümer wieder aufgriff.
Im Zuge einer umfassenden Neuordnung der französischen Bistümer verlor Avignon am 16. Dezember 2002 seinen Status als Metropolitansitz und damit seine Suffraganbistümer. Der Rang eines Erzbistums wurde beibehalten, jedoch untersteht es kirchenrechtlich seitdem dem Erzbistum Marseille.
Gliederung der Kirchenprovinz Avignon von 1475 bis 1801:
- Erzbistum Avignon

1. Bistum Carpentras
2. Bistum Cavaillon
3. Bistum Vaison

Gliederung der Kirchenprovinz Avignon von  1822 bis 2002: 
- Erzbistum Avignon

1. Bistum Valence
2. Bistum Viviers
3. Bistum Montpellier
4. Bistum Nîmes